# Der Seerosenteich
Der Seerosenteich ist ein zweiteiliger Fernsehfilm von Johannes Fabrick aus dem Jahr 2003  basierend auf dem gleichnamigen Roman von Christian Pfannenschmidt, der im Auftrag und für Das Erste produziert wurde. Die Hauptrolle ist mit Natalia Wörner besetzt, tragende Rollen mit Tim Bergmann, Anja Kling, Hannelore Elsner, Dietrich Hollinderbäumer, Kai Scheve und Antje Hagen.
Natalia Wörner, die die Modeschöpferin Isabelle Corthen spielt, äußerte: „Die Geschichte von Isabelle und Jon ist eine Geschichte der verpassten Momente, wie so oft bei ganz großen Lieben.“ Auf der Seite des MDR hieß es: „Zwischen beruflichen Ambitionen und ihrer großen Jugendliebe Jon hin- und hergerissen, geht die junge Designerin Isabelle nach Paris, aber erst durch die Vermittlung ihrer Lehrmeisterin Puppe Mandel gelingt ihr der Durchbruch mit einem Luxus-Label. Das aber führt zum Bruch mit der finanziell beteiligten Familie Trakenberg.“

## Handlung

### Teil 1
Luisendorf 1967: Isabelle Corthen wächst als Tochter der Haushälterin Ida bei dem Tuchhändler Carl Trakenberg in dessen Villa in Hamburg auf. Zusammen mit der Tochter des Hauses Vivien Trakenberg und dem Freund der Kinder Jon Rix spielt sie im Park und im Haus Verstecken. Als Isabelles Mutter die Kleine zwischen den teuren Kleidern von Frau Trakenberg erwischt, ermahnt sie ihre Tochter energisch. Isabelle versucht einzuwerfen, dass Vivien das auch tue, woraufhin Frau Corthen erwidert, das sei ja wohl etwas ganz anderes, Vivien sei auch in der Villa zu Hause.

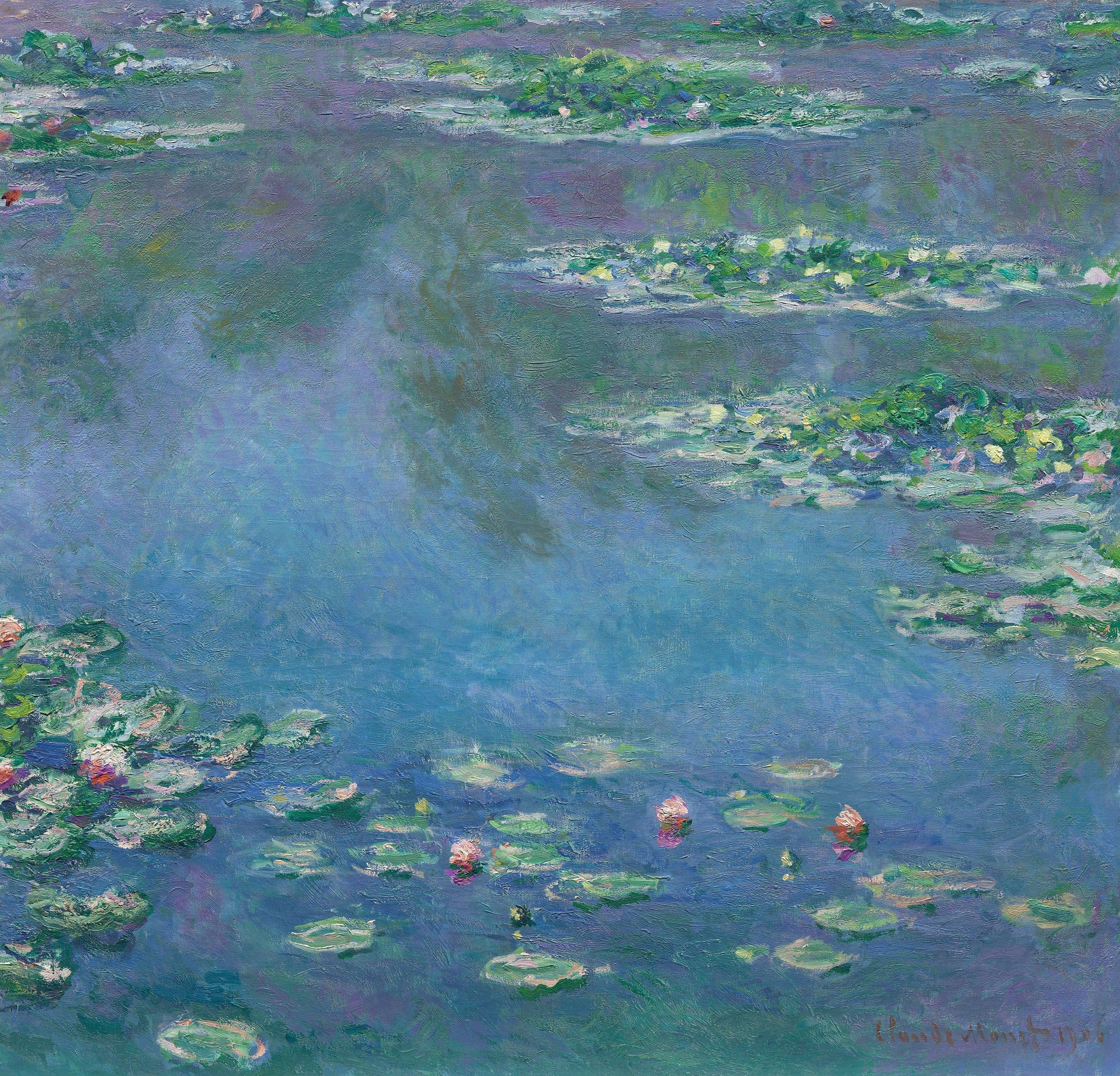
Seerosen, 1906, Art Institute of Chicago. Das Bild Claude Monets, das Isabelle ersteigert

New York 2002: Eine elegante Dame entsteigt einem Taxi und besucht zusammen mit ihrem Assistenten George eine Versteigerung von Kunstwerken. Als teuerstes Werk wird das Bild Der Seerosenteich von Claude Monet ausgerufen, das Mindestangebot liegt bei 12 Millionen Dollar. Obwohl Isabelle Corthen, sie ist die Frau, eigentlich höchstens 18 Millionen Dollar bieten wollte, ersteht sie das Gemälde, da ihr Gebot von 22 Millionen Dollar das Höchste ist. George gesteht sie mit verklärtem Blick, dass sie jeden Preis, fast jeden, dafür gezahlt hätte. In ihrem komfortablen New Yorker Apartment will sie sodann mit dem Bild allein sein, um die Magie des Bildes auf sich wirken zu lassen. Das Bild weckt Erinnerungen an Jon, die Liebe ihres Lebens, und ihre Kindheit in der Nähe von Hamburg, in der erfolgreichen Modeschöpferin.
Ihre Gedanken gehen zurück ins Jahr 1979 zu ihrer Mutter und zu dem Tag, als Erich, ein Nachbar der Trakenbergs, ihr gesteht, dass er ihr Vater ist. Ihre Mutter habe gewollt, dass sie es nicht erfährt und er habe dafür gesorgt, dass sie zusammen mit ihrer Mutter bei den Trakenbergs untergekommen sei. Er habe sich eine andere Lösung gewünscht. Nun sei er sehr krank und habe nicht mehr viel Zeit, weshalb ihre Mutter nun mit ihm gehe. Mit den Worten, dass sie sie immer lieb haben werde, verlässt Isabelles Mutter Ida zusammen mit Erich das Anwesen der Trakenbergs. Dass beide zusammen in den Tod gehen wollen, ahnt Isabelle da noch nicht. Als sie davon erfährt, ist sie völlig fassungslos und sitzt im strömenden Regen stundenlang auf einem Dach. Erst ihr von der Köchin Gretel Burmönken benachrichtigter Freund Jon kann sie dazu bewegen, das Dach zu verlassen.
Luisendorf 1980: Bei den Trakenbergs ist Puppe Mandel eingeladen, eine deutsche Modeschöpferin, die auch über die Grenzen des Landes hinaus sehr bekannt ist. Isabelle ist total fasziniert von ihr und von dem, was sie tut. Jon hingegen, mit dem sie inzwischen zusammen ist und der Medizin studiert, malt sich eine gemeinsame Zukunft mit Isabelle aus. Als Isabelle und Vivien eines Tages zusammen zum See gehen, um Schlittschuh zu laufen, bricht Vivien ein, Isabelle versucht ihr zu helfen und bricht ebenfalls ein. Mit letzter Kraft retten sich beide ans Ufer. Viviens Vater Carl meint, da sie seine Tochter gerettet habe, habe sie einen Wunsch frei. Isabelle wünscht sich ein Kleid aus der Kollektion von Puppe Mandel. Sie bedeutet der Modeschöpferin, dass sie gern für sie arbeiten würde. Gretel Burmönken, inzwischen Isabelles Vormund, ist erst dagegen, das sei ein Beruf für Reiche, stimmt dann aber doch zu. Im Atelier von Mandel geht es sehr unkonventionell zu, allerdings ist die Arbeit, die Isabelle verrichten muss, nicht ganz das, was sie sich vorgestellt hat. Gretel meint nur, als sie sich beklagt, „Lehrjahre seien keine Herrenjahre“.
Hamburg 1982: Isabelle will von Jon wissen, ob Liebe ein Leben lang dauert. Seine Antwort ist: „Umgekehrt, unser Leben dauert in der Liebe.“ Ein Zufall will es, dass Isabelle mit dem Modefotografen Remo Winter noch in eine Bar geht. Er meint, er gehe in Kürze zurück nach Paris, sie solle doch mit ihm kommen. Jon kann am folgenden Abend eine Verabredung mit Isabelle nicht einhalten, weil seine Mutter, die krank ist, Schlaftabletten geschluckt hat. Sorgen bereitet Isabelle das Auftreten der jungen Helen, die im Haushalt der Rix’ arbeitet und sich um Jons Mutter kümmert und dadurch mehr mit Jon zusammen ist, als sie selbst. Dann kommt jedoch der Abend, an dem Isabelle sich Remo hingibt und danach erschrocken über sich selbst davonläuft. Da ihre Lehrzeit beendet ist, lehnt sie Puppe Mandels Angebot ab, weiter für sie zu arbeiten, und entschließt sich, ihr berufliches Glück in Paris zu suchen. Jon schreibt sie einen Brief, dass sie etwas getan habe, was sie sich selbst nicht verzeihen könne, sie müsse weit fort und das für immer. Mit dem, was sie getan habe, müsse sie allein fertigwerden.
Hamburg 2002: Jon kommt von einer Ärztetagung und wird von seiner Frau Helen vom Bahnhof abgeholt. Ihm springt eine Zeitung ins Auge, die Isabelle auf dem Titelbild zeigt und die Schlagzeile trägt: Belle Corthen – Modekönigin liebt Seerosenbild. Als Helen, zuhause angekommen, die Zeitung findet, meint sie zu Jon, er denke immer noch an Isabelle, er könne sie einfach nicht vergessen.

### Teil 2
Isabelle will sich ein Haus in den Hamptons, einem Mekka der Superreichen, ansehen, da sie nach einem geeigneten Platz für das Seerosenbild sucht. Ihre Gedanken gehen zurück nach Paris ins Jahr 1983. Nachdem es dauert, einen Termin bei einem der angesagten Modeschöpfer zu bekommen, finden Isabelles Entwürfe bei keinem der Großen Zustimmung, eher das Gegenteil ist der Fall. Nachdem Isabelle bei Remo, dessen freizügiges Sexualleben sie nicht mitmachen will, ausgezogen ist, erhält sie einen Anruf von Jon, der in Paris ist und sie treffen will. Jon erkennt sie kaum wieder, von einer gemeinsamen Zukunft ist nicht mehr die Rede. Nach einem für ihn enttäuschenden Gespräch verabschiedet er sich traurig von Isabelle. Da sie nur Absagen bekommt, hat Isabelle kaum noch Geld fürs tägliche Leben. In einem solchen Moment steht Puppe Mandel vor ihrer Tür und macht ihr ein großzügiges Angebot. Sie will Isabelle zu ihrer Nachfolgerin aufbauen.
Luisendorf 1985: Nicht nur Gretel, sondern auch Carl Trakenberg, begrüßt Isabelle im Schoß der Familie. Einer ihrer ersten Wege führt Isabelle zum Seerosenteich, in dem sie mit Jon oft geschwommen ist. Als sie bei ihm anruft, ist sein Vater dran und meint, morgen früh um zehn seien sie alle in der St.-Johanniskirche. Als Isabelle dort hingeht, sieht sie Jon und seine Braut Helen aus der Kirche kommen. Helen bemerkt sie und umarmt Jon so, dass er Isabelle nicht sehen kann. Ohne sich weiter bemerkbar zu machen, entfernt sie sich. Sie stürzt sich nun in eine eigene Kollektion, um damit ganz groß durchzustarten. Ihre Modekollektion werde „Belle Corthen“ heißen, es ist der Name, der Puppe Mandels Phantasie entsprungen ist. Die erste Präsentation ihrer Kollektion wird ein Riesen-Erfolg. Im Publikum bemerkt Isabelle auch Jon, er verlässt die Show jedoch, ohne Kontakt zu ihr aufzunehmen. Isabelle ist nun der neue Stern am Modehimmel und präsentiert ihre Kollektionen in der ganzen Welt. Als sie in Paris ist, trifft sie überraschend Jon, der dort zu einem Ärztekongress weilt. Am Abend besucht Isabelle ihn in seinem Hotelzimmer. Sie schlafen miteinander. Das große Gefühl füreinander war bei beiden immer da.
Hamburg 1999: Nachdem es bereits zwei Jahre zuvor zu Unstimmigkeiten hinsichtlich der Kosten für die teuren Materialien kam, die Isabelle für ihre Kollektion verwendet, erscheint die Modeschöpferin wutentbrannt bei Vivien Trakenberg im Büro, als sie festgestellt hat, dass die Tuchfabrik Trakenberg in ihrem Namen Billigware, wie sie es nennt, verramscht. In einer Versammlung der Teilhaber der Trakenberg Werke, die jetzt neben Carl Trakenberg auch von Vivien und ihrem Mann Peter Ansaldi geführt werden, stellt sich Carl, auf den Isabelle bisher immer zählen konnte, auf die Seite seiner Tochter und seines Schwiegersohns Peter. Puppe Mandel, die ebenfalls anwesend ist, stellt sich auf Isabelles Seite und erklärt, dass sie das alles grauenhaft finde. Das sei nicht ihre Art und auch nicht ihr Umgangs-Stil. Obwohl Puppe seit vielen Jahren die Geliebte von Carl Trakenberg ist, stellt er sich in diesem Moment auf die Seite seiner Familie und nicht nur gegen Isabelle, sondern auch gegen sie.
Isabelle zieht die Konsequenzen und verlässt die Trakenbergs, die nun auch nicht mehr mit ihrem Namen werben dürfen. Ihrer Karriere tut das keinen Abbruch, während die Trakenbergs diesen Verlust weniger gut wegstecken können. In New York, wohin Isabelle gegangen ist, gelingt es ihr, ein eigenes Modeimperium aufzubauen. Eines Tages erhält Isabelle die Nachricht, dass Gretel Burmönken gestorben ist. Natürlich reist sie nach Europa, um an der Beerdigung der Frau, die ihr Mutterersatz war, teilzunehmen. Zur Trauerfeier ist auch Jon erschienen. Als Isabelle an Gretels Grab steht, erinnert sie sich an deren mahnende Worte, als sie damals nach Paris fortgegangen ist. Es liege ihr wie ein Stein auf der Seele, meinte Gretel, dass Isabelle nicht ein einziges Mal am Grab ihrer Mutter gewesen sei. So gehe man nicht fort. Es schade der Seele. Verzweifelt läuft Isabelle davon und sucht im strömenden Regen nach dem Grab. Jon, der ihr gefolgt ist, weist ihr den Weg. Sie habe nie so werden wollen wie ihre Mutter, meint sie. Und als Jon erwidert, das sei ihr gelungen, nein, sie sei wie ihre Mutter, auch sie sei getrennt von dem Mann, den sie liebe. Jon spricht mit seiner Frau und sagt ihr, dass er sie verlassen werde, auch wenn er wisse, dass es ihr gegenüber tiefes Unrecht sei, aber er müsse es tun, er könne nicht anders.
Jon sucht und findet Isabelle, die sich in ihrem Haus in den Hamptons verkrochen hat. „Du hast mich gefunden“, ist alles, was sie sagen kann, als sie sich gegenüberstehen.

## Produktion

### Produktionsnotizen
Der Seerosenteich wurde vom 28. März bis zum 15. Juni 2002 an Schauplätzen in Schleswig-Holstein, Hamburg, Paris und New York City gedreht. Produziert wurde der Zweiteiler unter der Leitung von Jutta Lieck-Klenke von der TPI Trebitsch Produktion International GmbH Katharina M. Trebitsch im Auftrag der ARD Degeto. Die Aufnahmeleitung hatten Dörte Brodesser, Tarik Erpinar und Jan Zillmann. Die Produktions-Koordination Paris Orange Films lag bei Thomas Buchwalder, die Produktions-Koordination New York Wormerland Productions, Inc. bei Paul van Wormer. Die Herstellungsleitung lag in den Händen von Günther Russ, die Redaktion hatte Hans-Wolfgang Jurgan inne.
Die Filmmusik wurde eingespielt vom Philharmonischen Filmorchester München unter der Leitung von Annette Focks.

### Veröffentlichung
Die Erstausstrahlung des 1. Teils des Films erfolgte am 6. Februar 2003 im Programm der ARD, der 2. Teil wurde am darauffolgenden Tag, dem 7. Februar 2003, gezeigt.
Die Best Entertainment AG gab den zweiteiligen Film am 18. Januar 2010 in einer „Special Edition“ auf DVD heraus.

## Kritik
Die Kritiker der Fernsehzeitschrift TV Spielfilm schrieben, dass der „gut gemachte Selbstfindungstrip“ zu oft in eine mit „Binsenweisheiten gefüllte Seifenoper“ abtauche. Fazit: „Starke Frauen in schwacher Story“. Der Film bekam eine mittlere Wertung, Daumen zur Seite. Zu Film 1 lautete die Bewertung: „Der stark besetzte und gut gemachte Selbstfindungstrip taucht leider allzu bald in die Seifenoper ab.“ Fazit: „Zu schwacher Stoff für diese starken Frauen.“
Ähnlich fiel auch die Kritik bei TV Today aus, wo man der Meinung war: „Trotz guter Darsteller: Eine Groschenheftstory bleibt eine Groschenheftstory.“ Fazit: „Auf Hochglanz polierte Seifenoper.“
Rainer Tittelbach gab dem Film auf seiner Seite tittelbach.tv vier von sechs möglichen Sternen und lobte: „‚Der Seerosenteich‘ erzählt die Lebenserinnerungen einer einsamen Frau. Johannes Fabricks Film ist ein Hochglanz-Stück der besseren Art. Natalia Wörner ist mit ihrer Darstellung ein ebenso sensibles wie sinnliches Frauen-Porträt gelungen. Als Vorlage diente der gleichnamige Roman von Christian Pfannenschmidt. Man spürt die Dichte der Vorlage und das dramaturgische Können von Autorin Gabriela Sperl. Ein Muss für Melodram-Fans!“. Hannelore Elsner spiele ihre Rolle der Modeschöpferin Puppe Mandel „in ihrer unnachahmlichen Art“. Natalia Wörner schaffe es „hinter der Fassade der toughen Business-Frau einen facettenreichen Menschen mit einer bewegten Biografie sichtbar zu machen, eine Frau, der ihr Beruf Spaß“ mache. Erzählt werde „eine Selbstfindungsgeschichte zwischen Kreativität, Sehnsucht und Verdrängung. Der Film berühr[e], ohne sich im Kitsch zu verlieren“.
Prisma sprach von einer „opulent ausgestatteten Produktion“ und hielt im Kern fest: „Diese aufwändig inszenierte Liebesgeschichte überzeugt trotz Längen durch die hochkarätige Besetzung und durch den geschickten Wechsel der Zeitebenen“.
Das Onlineportal Filmdienst war nicht besonders beeindruckt von dem Film und schrieb: Große Emotionen sind einmal mehr angesagt, um die Herzen der Zuschauer höher schlagen zu lassen. Doch dies spricht nicht für die Qualität dieses überlangen melodramatischen (Fernseh-)Films, dessen Geschichte mehr als absehbar ist. – Ab 14 möglich.